# Mohamed El Arouch
Mohamed El Arouch (* 6. April 2004 in Orange) ist ein französisch-marokkanischer Fußballspieler, der aktuell in Brasilien für Botafogo FR spielt.

## Vereinskarriere
Von 2010 bis 2017 spielte El Arouch für den SC Orange, bevor er zu Olympique Lyon wechselte. Am 19. August 2020 debütierte er bei der 4:3-Auswärtsniederlage gegen den FC Red Bull Salzburg in der UEFA Youth League.
Am 29. August 2020 debütierte er in der Championnat National 2 bei der 3:2-Auswärtsniederlage gegen Olympique Marseille B, als er in der 19. Spielminute für El Hadj Coly eingewechselt wurde. Er kam in einem weiteren Spiel in der vierten Liga zum Einsatz und erreichte Platz 10 mit der Mannschaft. 2021 war er einer von 60 Talenten der „Next Generation“-Liste von The Guardian. Im Juli 2021 unterschrieb er seinen ersten Profivertrag mit einer Laufzeit von drei Jahren.
In der Saison 2021/22 erreichte er mit der B-Mannschaft von Marseille erneut den zehnten Platz und kam in neun Ligaspielen (zwei Tore) zum Einsatz. Mit der U19-Mannschaft von Marseille gewann er den Junioren-Pokal Coupe Gambardella, wobei er in fünf Spielen zwei Tore erzielen konnte. Damit trug er erheblich zum ersten Gewinn dieses Pokals seit 1997 für seine Mannschaft bei.
El Arouch gab sein Pflichtspieldebüt für die erste Mannschaft von Lyon am 25. Februar 2023 gegen SCO Angers in der Ligue 1, als er in der 89. Spielminute für Thiago Mendes eingewechselt wurde. Drei Tage später kam er beim 2:1-Sieg im Pokalviertelfinale gegen Grenoble Foot zu einem halbstündigen Einsatz.
Im Sommer 2024 wechselte er zu Botafogo FR nach Brasilien.

## Nationalmannschaft
Am 24. September 2019 debütierte er beim 1:1 gegen die U16-Mannschaft der Schweiz für die französische U16-Nationalmannschaft. In sieben Spielen traf er einmal.
Am 24. März 2020 debütierte er beim 1:1 gegen die U18-Mannschaft Deutschland für die französische U18-Auswahl.
Am 16. November 2022 debütierte er beim 7:0-Sieg gegen die kasachische U19-Nationalmannschaft für die französische U19-Auswahl, als er in der 76. Spielminute für Khalil Fayad eingewechselt wurde.
Am 8. September 2023 absolvierte El Arouch gegen Dänemark sein bisher einziges Spiel für die französische U20-Mannschaft.

## Erfolge
Olympique Lyon U19
- Coupe Gambardella Sieger: 2022